# Sjællandsbroen
Sjællandsbroen er en bro med tilhørende manøvrehus beliggende i Københavns Havn, Københavns Kommune, der forbinder Sjælland (bydelen Kongens Enghave) og Amager, som blev indviet den 1. marts 1959. Broen har en lofthøjde på 3 meter og er 16 meter bred.
Der er ikke længere mulighed for at åbne broens to klapper, da der i 1998, i forbindelse med Øresundsforbindelsen, blev bygget en jernbanebro (kaldet Jernbanebroen; lofthøjde: 3 meter, bredde: 17 meter) umiddelbart syd for Sjællandsbroen og da denne ikke kan åbnes, er der heller ikke behov for at Sjællandsbroen kan åbnes. Etableringen af Jernbanebroen omfattede inddragelse af den nordøstlige del af den nærliggende Fiskerhavnen. I årene efter Øresundsforbindelsens åbning steg trafikken på Sjællandsbroen med mellem 2.700 og 3.400 biler. Sjællandsbroen, umiddelbart syd for Slusen, tillader sejlads fra Sydhavnen (Sluseløbet) til Kalveboderne (Kalvebodløbet) indenfor åbningstiderne. Slusen kan dog kun bruges af skibe med en bredde under 10,8 meter og en maksimal længde på 53 meter. Broerne syd for slusen sætter en yderligere begrænsning på maksimalt 3 meter i højden.
Nord for Sjællandsbroen ligger Slusehavnen (med en række husbåde hvoraf alle er beboet) samt Sluseanlægget (og tidligere et dertilhørende tjenestebolig), som blev anlagt af Københavns Havnevæsen i 1902/03 med det formål at reducere gennemstrømningen af vand under broerne, således at skibene havde færre vanskeligheder med at navigere i den stærke strøm. Sluseanlægget med kammerslusen er fortsat funktionsdygtigt, så de mange både fra Fiskerhavnen og lystbådsklubberne syd for Sjællandsbroen fortsat kan komme op gennem Københavns Havn.
Sjællandsbroens lave manøvrehus er en stålskeletbygning i to etager med en kælderetage og udvendig kobberbeklædning og maritimt udformede koøjer, tegnet af arkitekt Niels Rohweder i perioden 1958-59, der valgte at lægge det stilmæssigt arkitektonisk tæt op af Knippelsbros to brotårne og Langebros ene tårn med respekt for arkitekt Kaj Gottlobs arkitektur. Således indgår brotårnenes størrelse og arkitektur i en hierarkisk orden startende med Knippelsbros to tårne, Langebros ene tårn til det lave manøvrehus på Sjællandsbroen. Manøvrehusets øverste etage, som tilgås via en spindeltrappe, har et tekøkken samt en manøvrepult, der anvendtes til oplukning af broklappen, da broen var døgnbetjent, men som i dag ikke er i funktion længere. Stueetagen består af toilet og arbejdsrum.
Kulturstyrelsen fik i 2007 vedtaget et samlet fredningsforslag for Knippelsbro, Langebro samt selve manøvrehuset på Sjællandsbroen, da man sammen med Det Særlige Bygningssyn mente, at broerne havde såvel kulturhistoriske som arkitektoniske værdier, som berettigede dem til fredning og bevarelse for eftertiden .